# Клерфонтен (футбольный центр)
Национальный технический центр имени Фернана Састра (фр. Centre technique national Fernand-Sastre) — французская футбольная академия. Является одной из двенадцати элитных французских футбольных академий, контролируется Федерацией футбола Франции. Получила своё название в июне 1998 года в честь скончавшегося незадолго до этого Фернана Састра, президента Федерации футбола Франции.

## История
Идею создания центра предложил в 1978 году Фернан Састр, президент федерации футбола Франции с 1972 по 1984 год. В 1982 году было найдено место для строительства центра к юго-западу от Парижа, в комунне Клерфонтен-ан-Ивелин, расположенной на территории леса Рамбуйе. Само строительство началось в 1985 году. 4 января 1988 года центр был открыт. 11 июня того же года президент Франции Франсуа Миттеран присвоил академии статус Национального технического футбольного центра.

## Поступление и обучение

### Отбор
В центр принимаются дети (как мальчики, так и девочки), имеющие гражданство Франции и проживающие в парижском округе либо в близлежащих регионах (эти регионы строго указаны, так что если ребёнок живёт слишком далеко, он не сможет попасть именно в Клерфонтен). Чтобы быть принятым в академию, будущему футболисту нужно играть на достаточно высоком уровне.
Отбор в академию проходит в несколько этапов. Для начала ребенку нужно пройти отбор в своем городе, и только потом, если он подходит по географическим принципам, то может приехать на просмотр в пригород Парижа. Если и здесь ребёнок производит приятное впечатление на тренеров, то он остаётся еще на три дня, в течение которых из 40 детей выбирают максимум 24 человека (причем вратарей больше четырех в этом списке быть не может).
Просматриваются ребята следующим образом: они принимают участие в игре (таймы сокращены), демонстрируют свою технику и пробегают на время 40 метров. Выносливость не играет ключевой роли в принятии решения относительно таланта игрока.
Важно, чтобы ребёнок был одинаково хорош во всех компонентах и обладал пониманием игры — всему остальному тренеры обязуются научить своих будущих подопечных. Как правило, около 75 % игроков, приглашённых в первую по возрасту юниорскую сборную, должны дойти до национальной команды — этот показатель является главным критерием эффективности работы тренерского штаба.

### Процесс обучения
Количество тренировок в неделю, турниры, в которых принимают участие игроки той или иной возрастной категории, роспуск учащихся по домам и их возвращение оттуда строго регламентировано.
В академию принимаются только дети в 13-летнем возрасте. Обучение длится три года. Ежегодно в среднем шесть-семь выпускников академии подписывают контракты с профессиональными клубами.

### Развитие молодежи
В академии идет развитие таких навыков, как:
- Игра нерабочей ногой
- Физическая подготовка (челночный бег)
- Жонглирование мячом, бег с мячом, дриблинг, удар ногой, передача и контроль мяча
- Усвоение технических навыков и приемов
- Тактические навыки
- Психологические навыки

## Условия
В 1998 году Клерфонтен был базой национальной сборной во время проведения домашнего чемпионата мира. С тех пор французская команда регулярно проводит там сборы. Также в центре проводятся различные семинары.
В Клерфонтене есть и аудитории, оборудованные по последнему слову техники, и библиотеки со специализированной литературой для тренеров и спортивных менеджеров, а также архивы видеозаписей футбольных программ и матчей французских клубных команд и национальной сборной.
В 2006 году в академии был открыт медицинский центр, где консультации могут получать и ученики, и другие спортсмены.

## Галерея

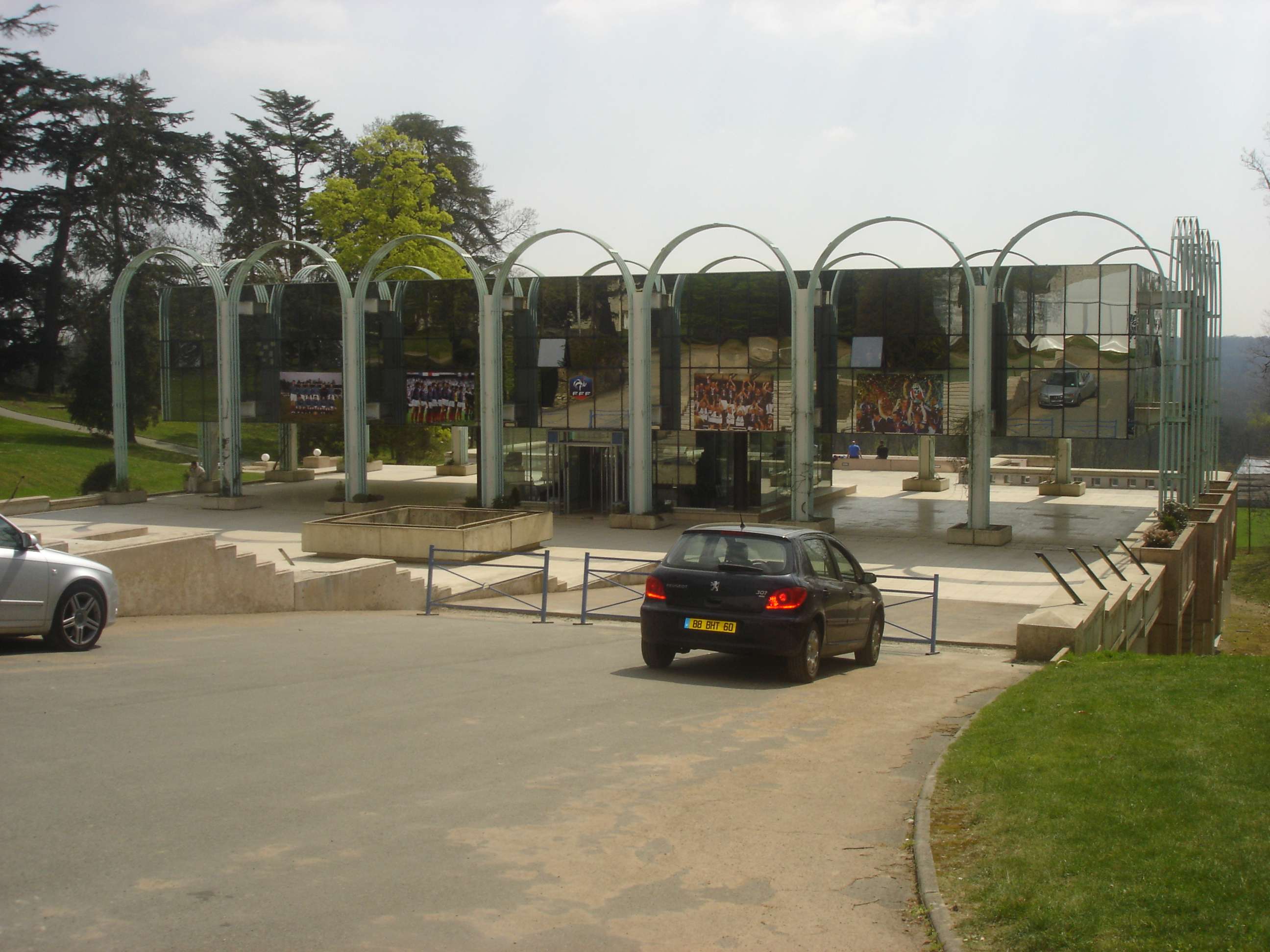
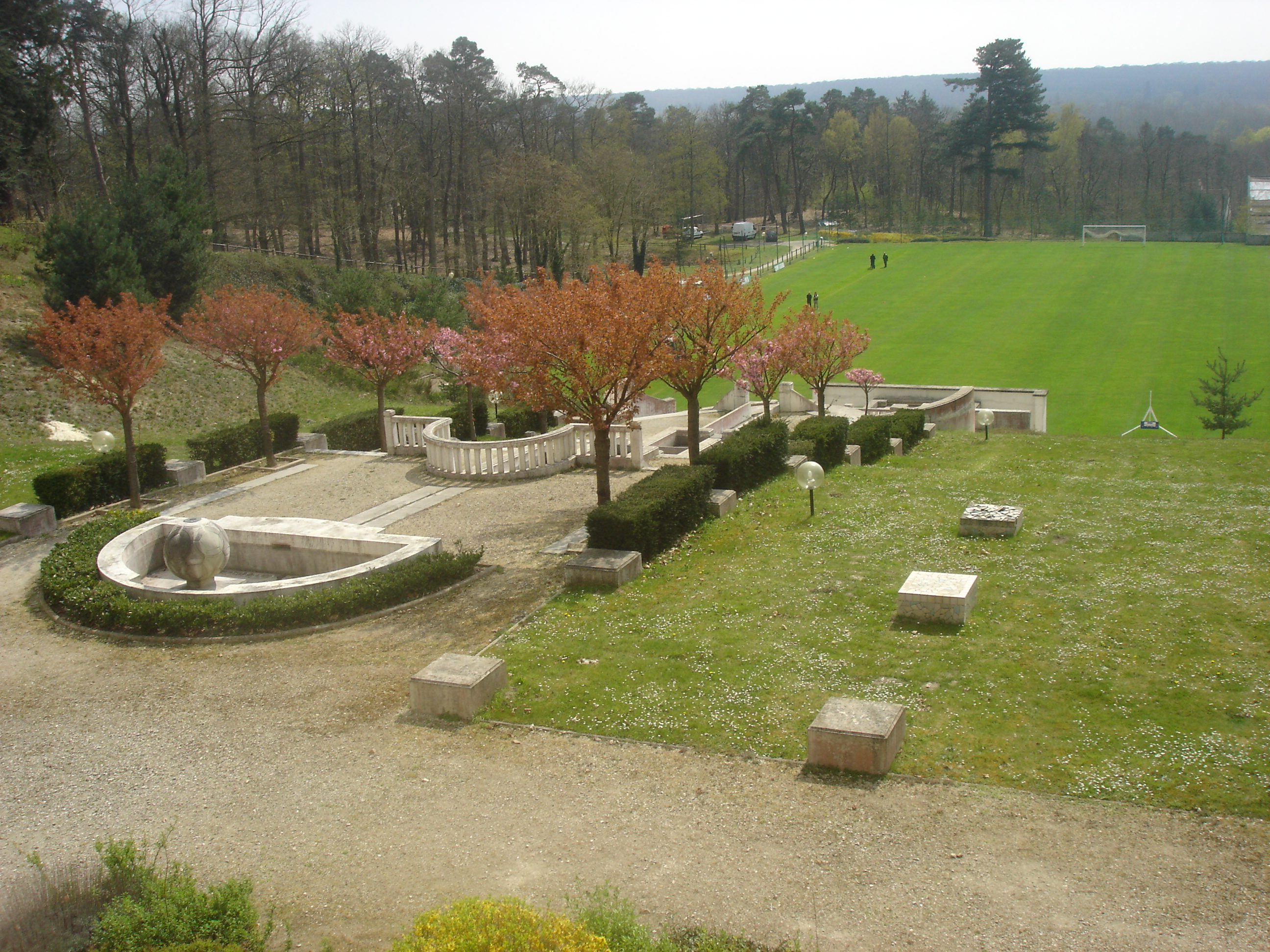
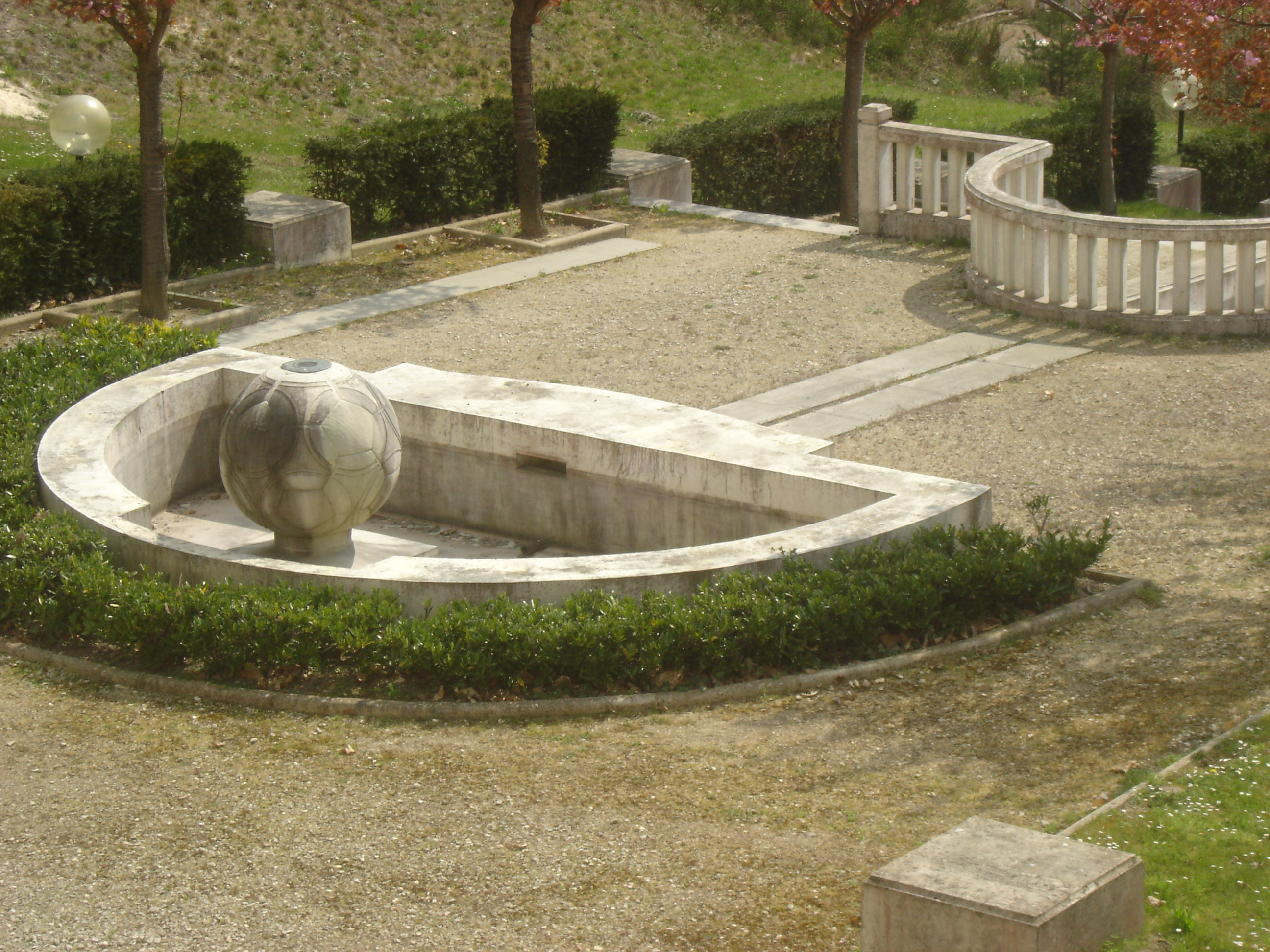
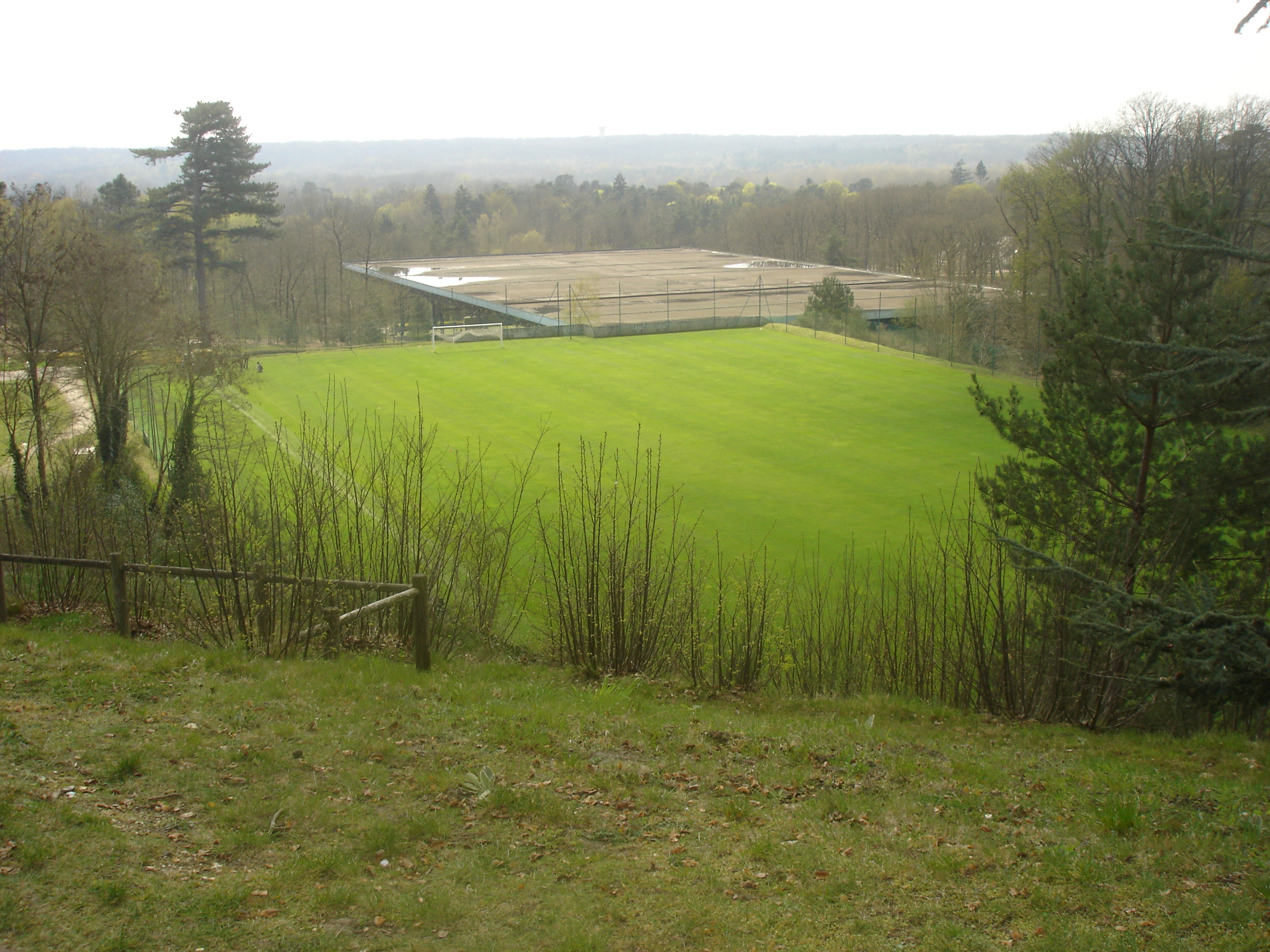
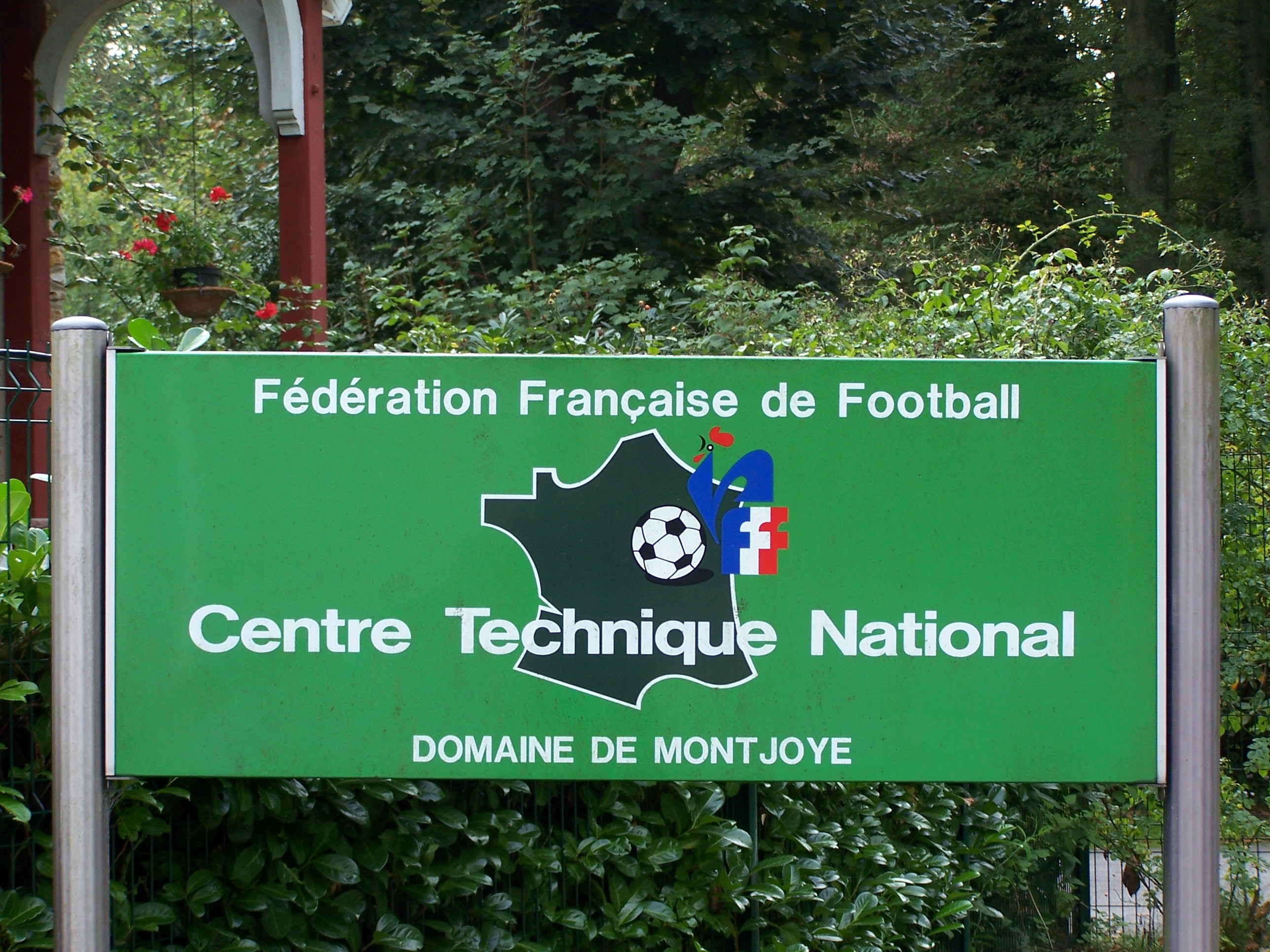

### Известные выпускники
- Николя Анелька
- Вильям Галлас
- Тьерри Анри
- Луи Саа
- Жером Ротен
- Жереми Альядьер
- Филипп Кристанваль
- Хатем Бен Арфа
- Абу Диаби
- Блез Матюиди
- Жан-Люк Эттори
- Габриэль Обертан
- Килиан Мбаппе
- Себастьян Коршья
- Сара Буадди
- Рафаэл Геррейру
- Ясин Брахими
- Мурад Мегни
- Себастьен Бассонг
- Меди Бенатиа